# Bateria buforowa
Bateria buforowa – akumulator podłączony równolegle ze źródłem prądu stałego.
Stosowany w celu filtracji skoków napięcia i podtrzymaniu pamięci w wypadku chwilowego zaniku zasilania.